# Jane Lead
Jane Lead ou Leade (março de 1624 – 19 de agosto de 1704), anteriormente Jane Ward, foi uma mística cristã nascida em Norfolk, Inglaterra, cujas visões espirituais, registradas em uma série de publicações, foram fundamentais na fundação e filosofia da Sociedade Filadelfiana em Londres na época.

## Vida inicial
Lead começou a vida como Jane Ward por volta de fevereiro ou março de 1624, a décima segunda filha e a  mais nova de Hamond Ward, um rico aristocrata rural de Letheringsett Hall, e sua esposa Mary Calthorpe, filha de Sir James Calthorpe de Cockthorpe. Ela foi batizada em 9 de março de 1624 na Igreja de St Andrew, Letheringsett, Norfolk.
Teve uma educação confortável em uma família próspera. Aos quinze anos, durante uma festa de Natal em família, ela foi tomada por uma “súbita e dolorosa tristeza”, alegando ter ouvido um sussurro angelical instando-a: “Cessa disso, tenho outra dança à qual te conduzir; pois isso é vaidade”.
Embora ela tivesse jurado fazê-lo, a próxima fase de sua vida foi exteriormente convencional.
Em uma data desconhecida, mas entre 15 de junho e 14 de julho de 1644, Jane Ward se casou com William Lead, um comerciante e primo distante, com um dote do casamento de seu pai de £240 (equivalente a £41,608 em 2019). De 1647 a 1657, e talvez mais, o casal viveu junto em Kings Lynn, onde William era um homem livre do bairro. O casamento foi feliz, durou 27 anos e eles tiveram quatro filhas. O casamento era extremamente estável, mas quando William morreu em 1671 ela foi deixada totalmente desolada e sem um tostão na cidade de Londres.
Foi nessa época, porém, que ela teve sua primeira visão da "Virgem Sofia", que é descrito no Livro dos Provérbios na Bíblia, que prometeu revelar os segredos do universo a ela. Lead declarou-se uma "Noiva de Cristo" e passou a transcrever suas visões subsequentes. Sua produção final totalizou muitos volumes de misticismo visionário.

## A Sociedade Filadélfia
Em 1663, Jane Lead conheceu John Pordage. Em 1668, Jane Lead juntou-se a um pequeno grupo behmenista inglês liderado por John Pordage, um padre anglicano que foi expulso de sua paróquia em 1655 por causa de pontos de vista divergentes (acusado de panteísmo em 1651 e feitiçaria em 1654), mas então reintegrado em 1660 durante a Restauração inglesa. Lead permaneceu nesse grupo após a morte de seu marido em 1670, e também foi quando ela começou a manter seu diário espiritual, que mais tarde seria publicado como A Fountain of Gardens. Deixada quase desamparada após a morte de seu marido, Leade juntou-se à família Pordage em 1674 e permaneceu lá até sua morte em 1681. Ela assumiu a liderança deste grupo após a morte de Pordage e, em 1694, o grupo tornou-se conhecido como Sociedade Filadefiana para o Avanço da Piedade e da Filosofia Divina (filadelfianos). Os escritos e as visões de Lead formaram o cerne dos objetivos e ideias espirituais do grupo. Eles rejeitaram a ideia de ser uma igreja, preferindo o termo sociedade, e nenhum dos membros deixou de ser membro das igrejas existentes. Juntos, o grupo tinha pontos de vista um tanto semelhantes ao panteísmo ou panenteísmo de Jakob Böhme, quanto à crença na presença de Deus em todas as coisas, e também na sofiologia, elaborada por Jane em suas visões e escritos sobre como iluminar a alma e se transformar com o recebimento do Espírito Santo. Jane também teve influência de obras renascentistas: utilizou de discurso alquímico em metáforas para a purificação da alma e falou da magia natural como mediada pelo Espírito Santo.
O movimento floresceu até o início do século XVIII, quando, com a morte de Lead em 1704, seu número de membros começou a diminuir. Ele foi revivido brevemente em 1706, quando eles mantiveram reuniões com os camisards franceses, e depois sumiu na obscuridade. No entanto, teve conversos na Europa e na América. O legado espiritual e literário de Lead pode ser encontrado no pietismo alemão radical, particularmente nos morávios sob Nicolaus Ludwig Zinzendorf, no romantismo alemão e nas obras de Emanuel Swedenborg, William Law e William Blake. Embora não seja mais um grupo funcional oficialmente, muitas das opiniões e escritos da Sociedade Filadélfia, particularmente aqueles de Jane Lead, e o estilo de vida piedoso e comunalista, permaneceram influentes entre certos grupos de behmenistas, pietistas, pietistas radicais, místicos cristãos e cristãos esotéricos, como a Sociedade da Mulher no Deserto (liderada por Johannes Kelpius), o Claustro de Efrata e a Harmony Society, entre outros, e posteriormente ainda sobre os shakers, mórmons e southcottianos. Houve diferenças, no entanto, entre os filadelfianos insulares e grupos de teósofos cristãos continentais da Europa, e as defesas do universalismo por Lead e do milenialismo por alguns membros da Sociedade geraram controvérsia e foram repudiadas por teósofos como Johann Georg Gichtel, fundador dos Irmãos Angélicos, e suspeitas foram levantadas de que a sociedade estava formando uma seita que se separava dos ensinamentos behmenianos, ao que os filadélfios negaram veementemente.

## A visão
A visão espiritual de Lead, embora muito própria, era semelhante à de Jakob Böhme (1575–1624), cujos escritos influenciaram John Pordage, o fundador do grupo que se tornaria a Sociedade Filadelfiana sob a liderança de Lead. Como outras mulheres místicas cristãs, por exemplo Juliana de Norwich, Margery Kemp e Hildegard von Bingen, a espiritualidade de Lead tem um forte elemento feminino, a Sofia, ou Sabedoria de Deus, sendo um assunto recorrente em seus escritos. 
Seus escritos cobrem muitos dos mistérios cristãos: a natureza de Cristo, a redenção do Homem por meio de um retorno à Divindade, a existência da Sofia, o Apocalipse e a possibilidade de Ascensão. O escopo de seu trabalho atraiu comparações com os cabalistas, os gnósticos, os alquimistas e até mesmo os rosacruzes.

Por volta de 1694, ela se tornou uma cristã universalista, rejeitando a "doutrina que tem sido pregada sobre uma infindável miséria e tormento" que "produziu pouco efeito em amedrontá-los ou aterrorizá-los de seus maus cursos". Ela acreditava que a punição após a morte era purgativa, não punitiva.
"Seja sabido que são providos várias mansões e regiões, pelo sábio previdente Deus Gracioso, que soube como seria, quanto a este assunto, com o maior número de seus próprios seres criados; embora ele tivesse proclamado uma Redenção do Amor a todos por Cristo manifestado em Carne, para destruir e purificar o pecado da carne, o que vemos que é muito raramente feito no tempo desta vida; onde um atinge esta marca, mil erram; portanto para aqueles que foram gerados pelo Verbo Eterno, e estão indo, com toda boa vontade em seu progresso espiritual; (morrendo antes de terminá-lo). Eles serão autorizados a estar em uma região paradisíaca para exercer suas faculdades espirituais, para a efetivação do que eles foram impedidos ... e assim prosseguir para aperfeiçoar aquele estado de perfeição, que os fará se encontrar, para fazer as retiradas superiores, para alcançar o estado do Monte Sião, que é ainda mais glorioso. ... Pois todas as almas devem passar pelas regiões de refino e calcinação preparadas para sua purificação; de acordo com as medidas e graus que eles alcançam aqui nesta vida: deste tipo; menos terão que fazer na vida por vir, o que será muito mais fácil".
Nisso, ela distanciou-se do dualismo de Jakob Bohme, que afirmava que tanto a luz quanto a escuridão tinham origem em Deus. Lead defendeu que o mal não é eterno e que havia revelação continuada, o que ela usou para justificar seu recebimento de um novo ensinamento sobre a restauração universal, com salvação de todos os seres, à semelhança da doutrina da apocatástase:
"E enquanto alguns altamente iluminados, que têm grande veneração pelos escritos de Jacob Behmen, objetam que ele em seus princípios parece contradizer essa universalidade quanto aos anjos apostatizados: devo confessar que Jacob Behmen abriu um profundo fundamento dos princípios eternos e foi um instrumento valioso em seus dias. Mas não foi dado a ele, nem foi o tempo para abrir esta profundidade. Deus tem em cada época algo ainda para revelar de seus segredos, para alguém um dom, para alguns, outros, à medida que a idade e o tempo se tornam maduros para isso." 

## Obras
Ela publicou: 
1. The Heavenly Cloud now Breaking: The Lord Christ's Ascension Ladder sent down; To shew the way to reach the Ascension and Glorification, through the Death and Resurrection, 1681
2. The Revelation of Revelations: Particularly as an Essay Towards the Unsealing, Opening and Discovering the Seven Seals, the Seven Thunders, the New Jerusalem State, the Twelve Gates and the Magical Eye. The which have not hitherto so far been brought forth to light (except to the Spiritual Discerner) to any degree of Satisfaction, as to the understanding of the grand Mystery, 1683
3. The Enochian Walks with God: Found out by a Spiritual Traveller, Whose Face Towards Mount-Sion Above was Set; with an Experimental Account of What was Known, Seen and Met withal There. [A Revelation of the Immense and Infinite Latitude of God's Love, to the Restoring of his Whole Creation, and How, and after what Way and Manner we are to Look, and wait for this Last Appearance, and Coming of our Mighty God, and Saviour Christ Jesus.], 1694
4. The Laws of Paradise: given forth by Wisdom to a Translated Spirit [God reveals further the requirements for those of the High calling of the Nazarites who shall have access to Paradise while still within their mortal bodies.], 1695
5. The Wonders of God's Creation: Manifested in the Variety of Eight Worlds; As they were made known Experimentally to the Author. [A Manifestation Concerning the Eight Worlds or Regions, Allotted to Human Souls; According to their several Degrees of Ascent or Descent.], 1695
6. A Message to the Philadelphian Society: Whithersoever dispersed over the whole Earth. Together with a Call to the Several Gathered Churches among Protestants in this Nation of England, 1696
7. A Second Message to the Philadelphian Society: A further Manifestation Concerning the Virgin Philadelphian Church: Given upon New Year's Day in this Present Year MDCXCVI. Being A Second message to the Philadelphian Society, and a Touchstone to the Gathered Churches, 1696
8. The Tree of Faith:  or The Tree of Life, Springing up in the Paradise of God from which All the Wonders of the New Creation, in the Virgin Church of the First-born of Wisdom must proceed, 1696
9. The Ark of Faith:  or A supplement to the Tree of Faith, &c. for the Further Confirmation of the same. Together with A Discovery of the New World, 1696
10. A Fountain of Gardens:Volume I   (Jane Lead's revealing personal Journal of Spiritual Encounters during the years from 1670-1676)  Watered by the Rivers of Divine Pleasure, and Springing up in all the Variety of Spiritual Plants; Blown up by the Pure Breath into a Paradise. Sending forth their Sweet Savours, and Strong Odours, for Soul Refreshing, 1696
11. A Revelation of the Everlasting Gospel Message: Which Shall Never Cease to Be Preach'd Till the Hour of Christ's Eternal Judgment Shall Come; Whereby will be Proclaim'd the Last-Love Jubilee, in order to the Restitution of the Whole Lapsed Creation, Whether Human or Angelical. When by the Blood of the Everlasting Covenant, all Prisoners shall be set free, 1697
12. A Fountain of Gardens: Volume II  Being a Continuation of the Process of a Life according to Faith, of the Divinely Magical Knowledge, and of the New Creation. In Mutual Entertainments Betwixt The Essential Wisdom, and the Soul in her Progress through Paradise, to Mount Sion, and to the New Jerusalem. (Jane Lead's Journal from 1677), 1697
13. The Messenger of An Universal Peace:   A Third Message to the Philadelphian Society including "The Marks of a True Philadelphian", 1698
14. The Ascent to the Mount of Vision:   Where many Things were shewn, concerning; I. The First Resurrection; II. The State of Separated Souls; III. The Patriarchal Life; IV. The Kingdom of Christ: With an Account of the Approaching Blessed State of this Nation, 1699
15. The Signs of the Times:  Forerunning the Kingdom of Christ and Evidencing when it is Come, 1699
16. The Wars of David and the Peaceable Reign of Solomon:   symbolizing the Signs of the Times of Warfare and Refreshment of the Saints of the Most High God to whom a Priestly Kingdom is shortly to be given, after the Order of Melchezideck—consisting of two Treatises entitled: An Alarm to the Holy Warriours to Fight the Battels of the LAMB. The Glory of Sharon in the Renovation of Nature, 1700
17. A Fountain of Gardens: Volume III: Part ONE (Jane Lead's Journal from 1678) A Spiritual Diary of the Wonderful Experiences of a Christian Soul, under the Conduct of the Heavenly Wisdom, 1700
18. A Fountain of Gardens: Volume III: Part TWO (Jane Lead's Journal from 1679 to 1686) A Spiritual Diary of the Wonderful Experiences of a Christian Soul, under the Conduct of the Heavenly Wisdom; Continued from the Year 1679, to the Middle of the Year 1686 (The Last Volume of her Journal), 1701
19. A Living Funeral Testimony:  or Death Overcome, and Drown'd, in the Life of Christ. With a Further Description of the Various States of Separated Souls, as to what they may expect will ensue after Death, whether in Christ or out of Christ, 1702
Outros trabalhos:
20. Sixty Propositions from which was drawn the 1679 Prophecy (Edited and Extracted from, "A Message to the Philadelphian Society: Whithersoever dispersed over the whole Earth.", 1697)